# Mongoloraphidia dsungarica
Mongoloraphidia dsungarica är en halssländeart som först beskrevs av H. Aspöck och U. Aspöck 1968.  Mongoloraphidia dsungarica ingår i släktet Mongoloraphidia och familjen ormhalssländor. Inga underarter finns listade i Catalogue of Life.